# Maria José Gonzaga
Maria José Vieira de Camargo (Angatuba, 10 de junho de 1946 – São Paulo, 8 de agosto de 2021), mais conhecida como Maria José Gonzaga, foi uma professora, empresária e política brasileira. Filiada ao PSDB durante toda a sua breve carreira política, serviu como a 41.ª prefeita de Tatuí de 2017 até sua morte em 2021. Foi a 2.ª mulher a chefiar o Poder Executivo municipal de Tatuí após Chiquinha Rodrigues (PDC) o fazê-lo entre os anos de 1945 a 1947, sendo, entretanto, a primeira democraticamente eleita para o cargo na eleição municipal de 2016.

## Biografia
Nascida no município de Angatuba em 10 de junho de 1946 como Maria José Pinto, filha de Zulmira Cardoso Pinto e Joaquim Pinto, cresceu no sítio dos pais, que viviam da pequena agricultura, até a adolescência. Aos 16 anos, passou a residir em Tatuí para que pudesse estudar o curso normal e formar-se professora, profissão que escolheu exercer ainda na infância.
Sua trajetória começou em meados da década de 1950 após concluir a quarta série do ensino primário. Com a dificuldade de acesso ao estudo, algo comum à época, as famílias não costumavam incentivar as crianças a continuar aprendendo formalmente. Por conta disso, muitas desistiam e, com o fim do ensino primário, poucas se matriculavam no curso ginasial. Outro complicador era que o aluno interessado em ingressar deveria ser aprovado em uma espécie de exame de admissão. A história de Maria José não foi diferente. “Eles (a família) achavam que, quando eu terminasse o quarto ano, ia parar por ali. Pronto, encerrou! Falei: “Não! Eu quero fazer o ginásio. E fiz um cursinho que era à noite. Eu devia ter uns 10, 11 anos, e fui fazer o cursinho, contra a vontade deles!”, relatou Maria José ao jornal “O Progresso de Tatuí”, em entrevista para o caderno especial “O Progresso da Mulher”, publicado em 2018.
Com o curso ginasial concluído, era a hora de entrar para a Escola Normal, curso que formava os profissionais aptos a lecionar. Por ser uma cidade pequena, Angatuba não contava com uma unidade da “Escola Normal” e uma amiga da família que, coincidentemente, era a avó de Luiz Gonzaga Vieira de Camargo, incentivou Maria José a fazer as aulas na cidade mais próxima. Esta, então, ofereceu hospedagem na casa de uma das filhas dela em Tatuí. A partir desse momento, Maria José estaria hospedada na residência da mãe de Gonzaga, que depois tornou-se seu marido. Nos anos de estudo, Tatuí servia apenas de estadia. Ela vinha para a cidade estudar e, nos finais de semana, retornava a Angatuba para ficar com a família. Com o diploma em mãos, Maria José lecionou por quatro anos em escolas da zona rural de seu município natal.
Já casada e morando em Tatuí, Maria José deixou a carreira de professora para ajudar o marido, que havia acabado de adquirir o Escritório de Contabilidade Santa Cruz, do qual era funcionário. No escritório, trabalhou por 45 anos, sendo que entre 1999 e 2004, com a eleição de Gonzaga ao cargo de deputado estadual, assumiu sozinha a administração da empresa, onde atuou até 2016. Durante seu casamento, teve 2 filhas: Alessandra Vieira de Camargo Teles e Juliana Vieira de Camargo Passerani.
Com a eleição de Gonzaga para a Prefeitura de Tatuí na eleição municipal de 2004, Maria José tornou-se primeira-dama e assumiu a direção do Fundo Social de Solidariedade de Tatuí (FUSSTAT) durante a gestão municipal de seu marido, que foi reeleito na eleição municipal de 2008, permanecendo no cargo entre 1 de janeiro de 2005 e 31 de dezembro de 2012.

## Carreira política
Com a impugnação da candidatura de Gonzaga para concorrer a um 3.º mandato como prefeito de Tatuí nas eleições eleição municipal de 2016 em decorrência de ter sido condenado em segunda instância por improbidade administrativa pelo Tribunal de Justiça de São Paulo (TJ–SP), Maria José assumiu a titularidade da candidatura do PSDB ao Poder Executivo municipal, tendo como companheiro de chapa e candidato à vice–prefeito Luiz Paulo, ex-secretário municipal durante o 2.º mandato de Gonzaga entre 2009 e 2012. Em 2 de outubro de 2012, foi eleita prefeita de Tatuí com maioria absoluta dos votos registrados, conquistando 51,38% dos votos válidos. Seu 1.º mandato teve início em 1 de janeiro de 2017 e foi concluído em 31 de dezembro de 2020.
Em 15 de novembro de 2020, Maria José alcançou a reeleição como prefeita, obtendo novamente a maioria absoluta dos votos registrados, conquistando na eleição municipal de 2020 58,29% dos votos válidos. Seu 2.º mandato consecutivo à frente da Prefeitura teve início em 1 de janeiro de 2021. Permaneceu no cargo até 5 de agosto de 2021 quando precisou afastar-se do cargo para tratar um câncer, assumindo em seu lugar o vice–prefeito eleito Professor Miguel (MDB).

## Morte
Ainda em janeiro de 2021, foi diagnosticada com câncer, chegando a submeter-se à uma cirurgia no mês seguinte, quando iniciou o tratamento. Em 5 de agosto, afastou-se do cargo eletivo a pedido da família e da equipe médica, sendo internada no Hospital Albert Einstein, em São Paulo, onde viria a morrer 3 dias depois, aos 75 anos. Seu velório ocorreu na Pároquia Nossa Senhora da Conceição e encontra-se sepultada no Cemitério Cristo Rei, ambos localizados em Tatuí.